# Luc Boyer (sculpteur)
Luc Boyer est né en 1955 à Québec. Il y réside quelques années puis déménage à Hull, Laval et retourne à Québec pour faire ses études à l’Université Laval. Il obtient un Baccalauréat en arts visuels spécialisé en sculpture et rencontre Diane Auger qui deviendra sa conjointe. Ils s’installent à Rouyn-Noranda en 1982,.

## Biographie
Luc Boyer a occupé le poste de coordonnateur d’événements pour la Ville de Rouyn-Noranda (la Fête d’Hiver et L’Été en Fête). Il a été chargé de cours (sculpture) à l’Université du Québec en Abitibi-Témiscamingue (UQAT),  Senneterre et Val-d'Or en 1994, Ville-Marie en 1990 et La Sarre en 1995 et 1989. Il a aussi enseigné les arts plastiques au Département des arts du Cégep de l'Abitibi-Témiscamingue à Rouyn-Noranda de 1992 à 2013. 
Il est l'instigateur du Concours provincial de sculpture sur neige dans le cadre de la Fête d'hiver à Rouyn-Noranda. Il a, en tant qu'artiste, été approché pour la réalisation d'accessoires de théâtre, des affiches, des illustrations et des sculptures/trophées. Il a été membre de jurys, reçu des prix et des bourses, participé à des symposiums en arts visuels, des résidences d’artistes, des créations en direct, des expositions solo et de groupe. Il a donné un nombre significatif de conférences sur sa pratique et sur son art auprès de différents publics tout au long de sa carrière. Il a réalisé des sculptures dans le cadre du Programme d’intégration des arts à l’architecture et à l’environnement. 
Il a participé à 130 expositions de groupe et présenté 15 expositions solo. Son travail a été vu en Abitibi-Témiscamingue  (Rouyn-Noranda, Val-d’Or, Amos, La Sarre, Ville-Marie), dans plusieurs villes au Québec (Québec, Montréal, Laval, Saint-Faustin, Trois-Rivières, Gatineau, Messines) de même qu'au Canada et l'étranger (Ontario, Nouveau-Brunswick, Japon, Belgique, Italie, France). On retrouve certaines de ses œuvres dans les Collections Loto-Québec, la Fondation du Centre d’exposition de Rouyn-Noranda devenu le MA musée d’art, le Fonds municipal d’art contemporain de Rouyn-Noranda et la Collection Jacqueline Plante, Fondation UQAT, Rouyn-Noranda,,,.
Il est membre du Conseil de la sculpture du Québec.

## Démarche de l'artiste
La forme, le mouvement, la structure, la matière et la nature orientent son travail sculptural. La vulnérabilité et la précarité de l’être humain et de la nature sont des thématiques qui lui sont chères. Une partie importante de ses sculptures fait référence au corps humain. D'un côté, c’est la structure, l’ossature, le système nerveux et les vaisseaux qui l’intéressent. D'un autre, ce sont les formes molles, les muscles ou encore  les organes. Parfois, c’est l’univers microscopique qui est sa source d'inspiration comme les virus, les neurones et l’énergie. Ses œuvres sont aussi teintées de ses intérêts pour la faune, la flore et particulièrement le monde aquatique et ses abysses,. 
Pour l'assemblage de ses sculptures, il utilise des pierres sphériques, des rondins de bois, du papier et du fil métallique. Les modelages sont réalisés en pâte de fibre de cellulose. Miniatures ou bien monumentales, permanentes ou bien éphémères, ses œuvres sont le résultat d’un travail répétitif, brut et spontané,.

Quelques œuvres publiques à Rouyn-Noranda.
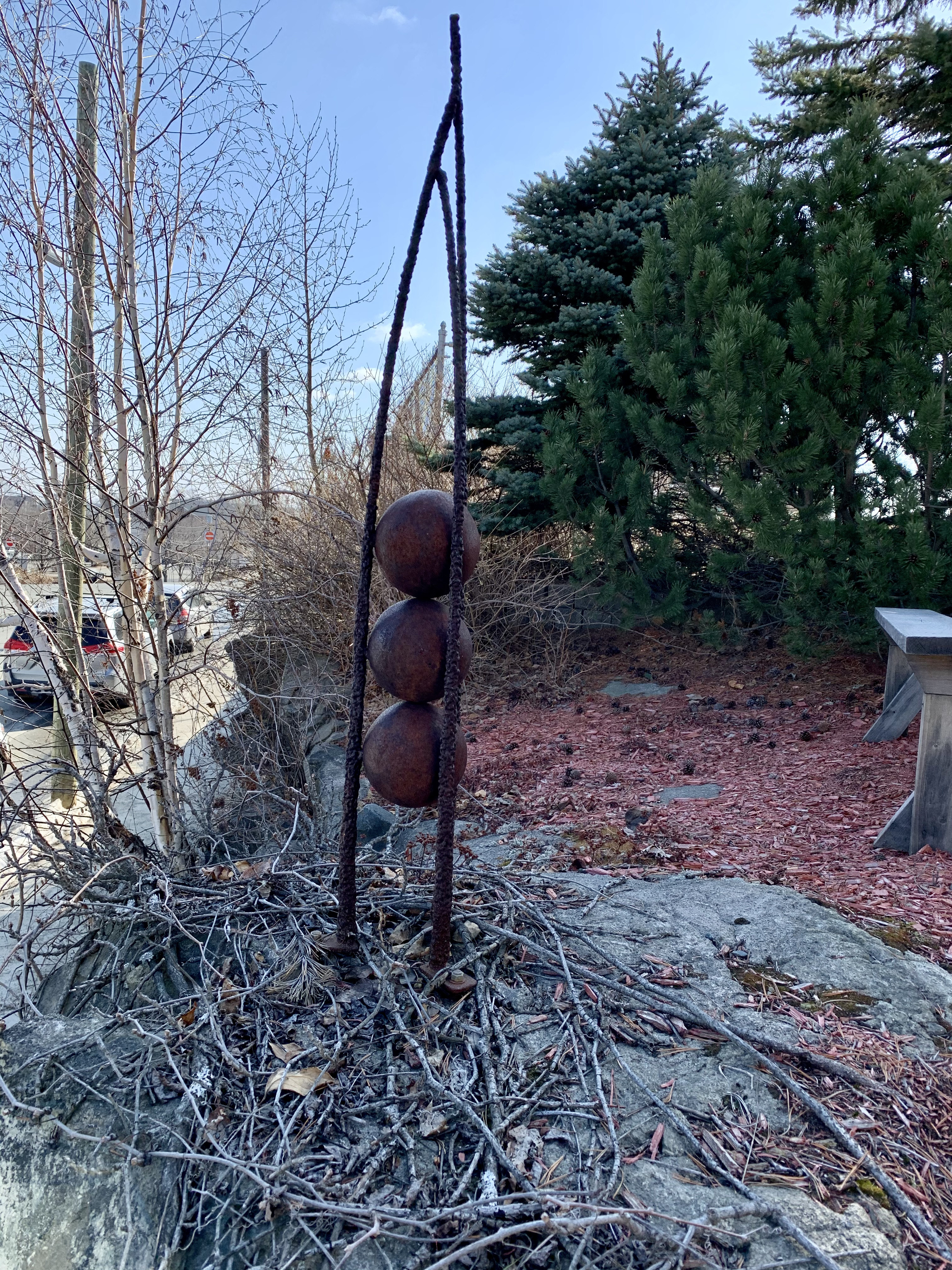
Entreposage pour expédition no 4, 74,rue Taschereau Est, Rouyn-Noranda.
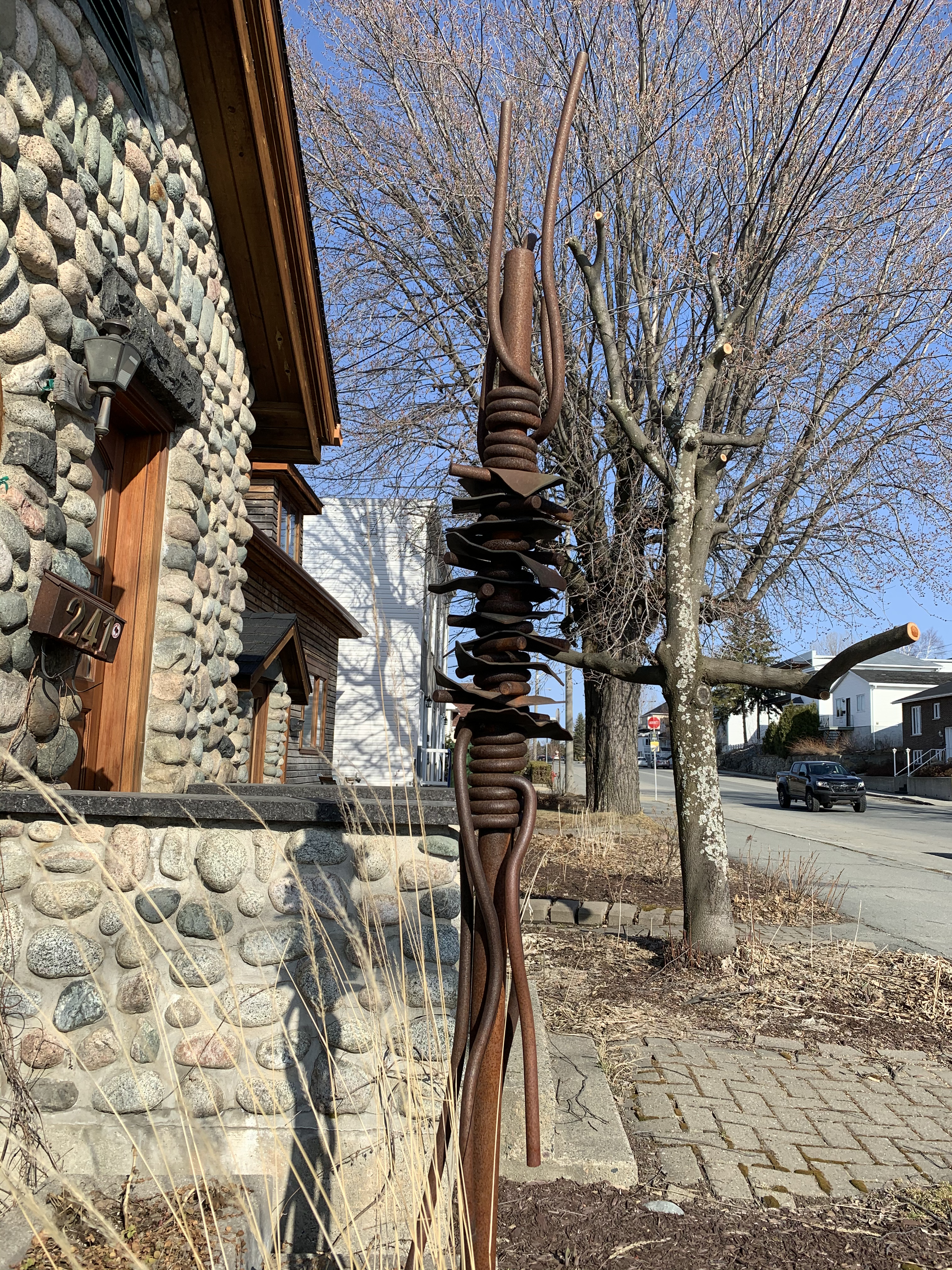
Strates no 3, 241, rue Perreault Est, Rouyn-Noranda.
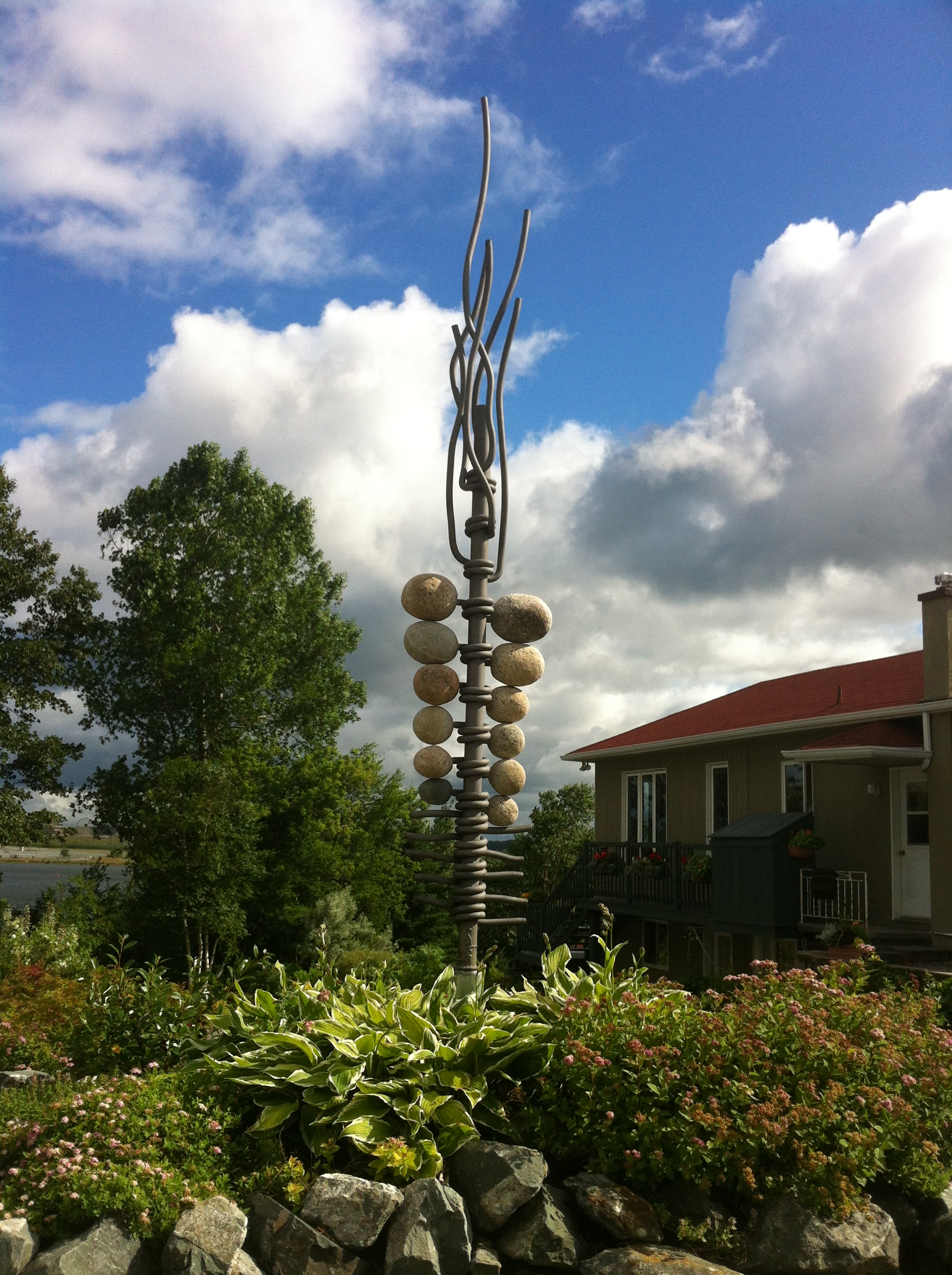
Développement vertical no 2, 417, rue Perreault Est, Rouyn-Noranda.
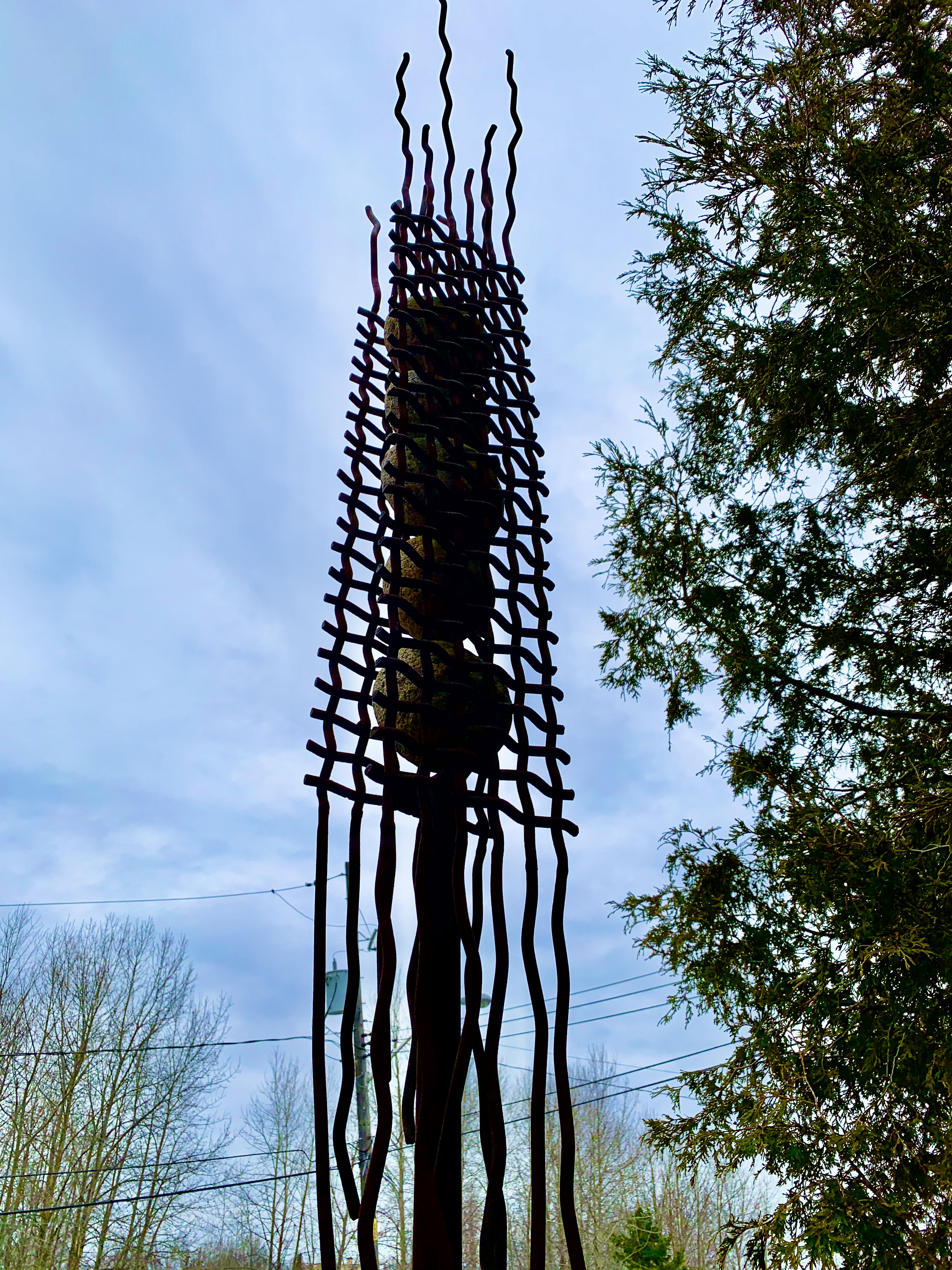
Pierres et grillage, 150 rue Notre-Dame, Rouyn-Noranda.
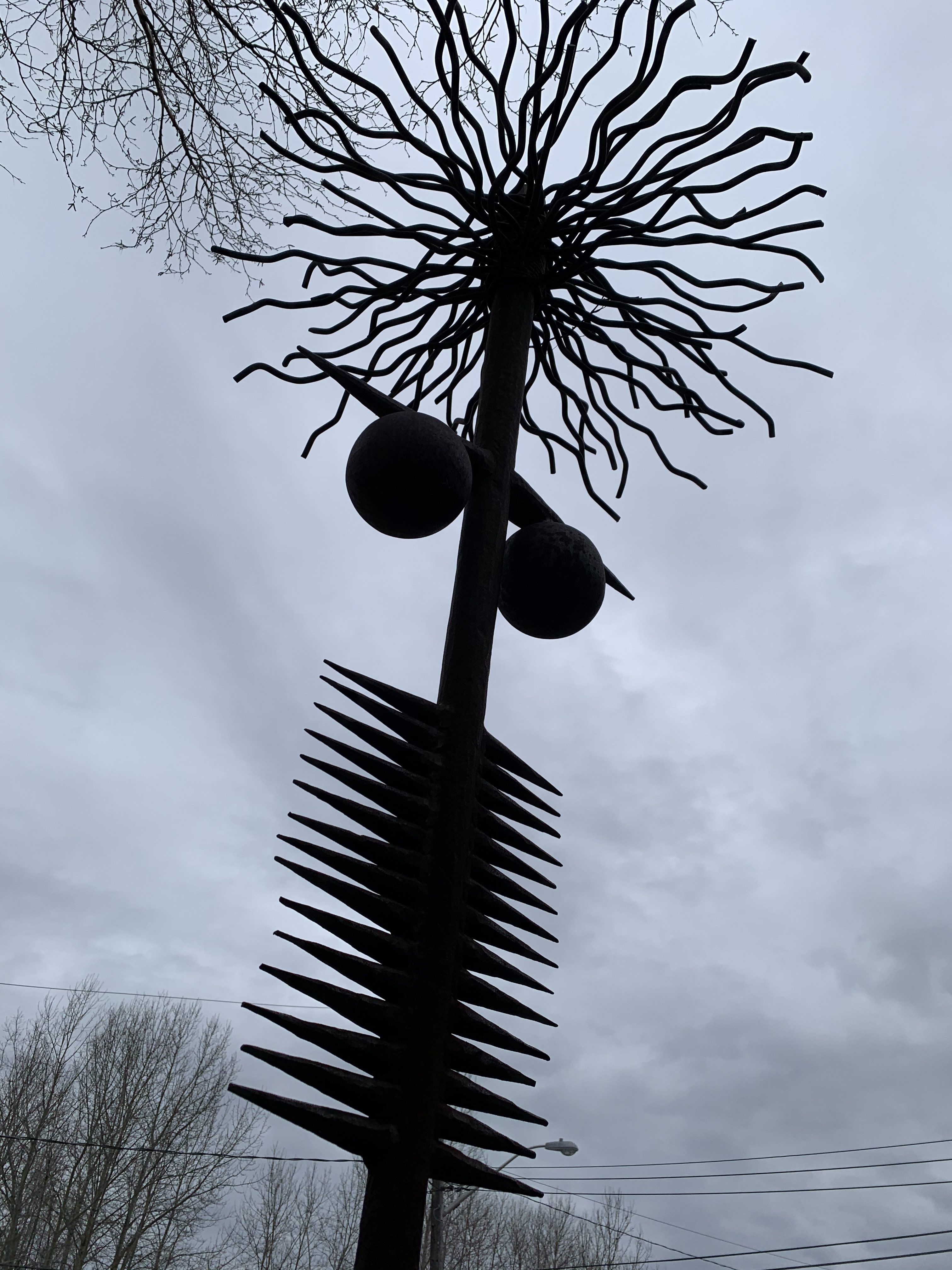
Présence humaine, 150 rue Notre-Dame, Rouyn-Noranda.

## Formation
Baccalauréat en arts visuels, Université Laval, Québec, 1981.
D.E.C. en arts plastiques, CÉGEP Lionel-Groulx, Sainte-Thérèse, 1978.

## Exposition solo
- Œuvres récentes, Galerie Rock Lamothe, art contemporain, Rouyn-Noranda, 2018 et 2021[13].
- Série Abysses, Centre d’exposition de Rouyn-Noranda, 2016[14],[15],[16].
- Matérialisations éphémères, Centre d’exposition d’Amos, 2010[17],[18],[19].
- Le corps dans tous ses états, Galerie du Nouvel Ontario, Sudbury, 1999[20].
- La cueillette, Amos et La Sarre en 1998, Ville-Marie et Rouyn-Noranda en 1997[21].
- Transit, La Galeruche, Centre culturel francophone de Timmins, Ontario,1993.
- Lieux de croissance, Centre d'exposition de Rouyn-Noranda, 1993.
- Exposition solo, Salle Augustin-Chénier, maintenant Le Rift, Ville-Marie, 1986.
- Exposition solo, Centre d'exposition de Rouyn-Noranda, 1986.

## Politique d’intégration des arts à l’architecture et à l’environnement

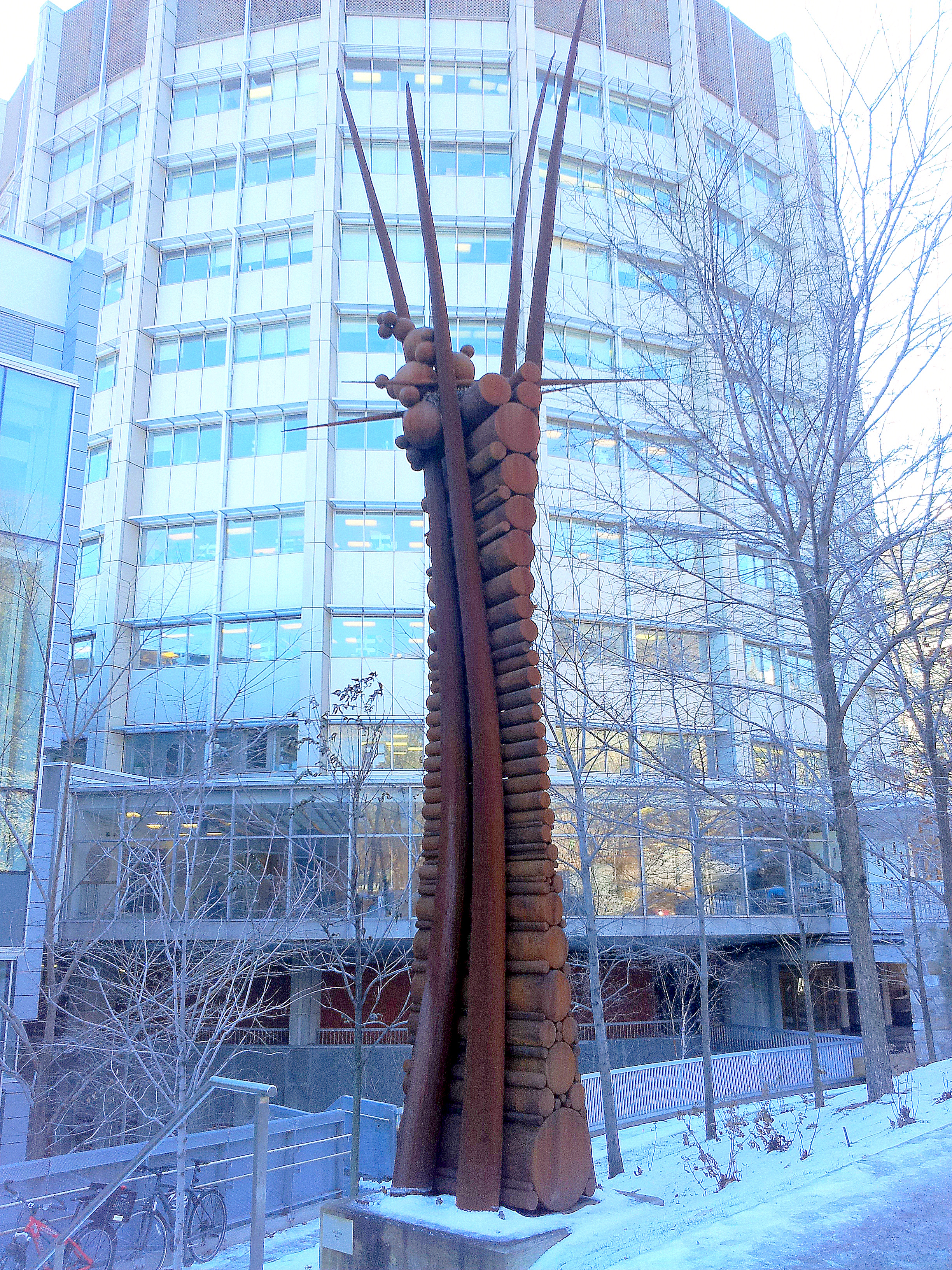
Œuvre Retour, Luc Boyer, 2008

- 2008, Retour, Centre de recherche sur le cancer de l’Université McGill, Montréal[22],[23],[24],[25],[26].
- 2005, Élévation, Théâtre Télébec, Val-d’Or[27],[28].

## Œuvre extérieure
- 2015, Grafigner la frontière, aire de repos dans le Vieux-Noranda, (avec Alexandre Castonguay et Natacha Bernèche)[29],[30],[31],[26].
- 2011-2012, Sculptures installées sur des propriétés privées : Au 241 et au 417, rue Perreault Est, 74 rue Taschereau Est et au 150, rue Notre-Dame à Rouyn-Noranda.

## Symposium
- 2008, Fer et Bois, 1er symposium de sculpture de la Vallée-de-la-Gatineau, Messines[32].
- 1996, Vingt mille lieues/lieux sur l’Esker, Amos[33].

## Sculpture sur neige
Il a occupé le poste de coordonnateur d’événements pour la Ville de Rouyn-Noranda (la Fête d’Hiver et L’Été en Fête) en 1994, 1993, 1991, 1990 et 1989. À ce titre, il a été l'instigateur du Concours provincial de sculpture sur neige dans le cadre de la Fête d'hiver à Rouyn-Noranda. En 1997, la Ville de Rouyn-Noranda lui rend hommage et donne son nom au 1er prix du concours de sculpture sur neige de la Fête d'Hiver.
- Plusieurs sculptures sur neige, 1990 à 1993, Rouyn-Noranda, Montréal, Québec et Sapporo.
- Participation au Concours international de sculpture sur neige, avec Jacques Baril et François Bordeleau, Sapporo, Japon, 1993.

## Exposition, œuvre, événement
- 2021, Le noir de l'encre, MA, musée d’art de Rouyn-Noranda et Centre d’exposition d’Amos[34],[35],[36],[37].
- 2020, 2010, 2008, 2006, 2000,1998, 1996, 1994, 1992, Biennale internationale d’art miniature (BIAM), Ville-Marie.
- 2020, Rencontre Cuba/Abitibi-Témiscamingue, MA musée d’art, Rouyn-Noranda[38],[39].
- 2019, Pop-Up à Montréal, Galerie Carte blanche, Montréal, 2019.
- La nature nous habite, Collection Loto-Québec, 2019 à Frelighsburg, 2020 à Québec.
- 2018, Art et patrimoine, Centre d’exposition de Val-d’Or.
- 2017, Œuvres en galerie, Galerie Rock Lamothe, Rouyn-Noranda[40],[41].
- 2017, La sculpture dans tous ses états, MA, Musée d’art, Rouyn-Noranda.
- 2015, Hé ben dis-donc, Centre d’exposition de Val-d’Or.
- 2015, 2014, 2013, 2010, 2008 et 2007, Ajouts d'œuvres à la Collection de la Fondation du Centre d’exposition de Rouyn-Noranda[42].
- 2014, Récepteurs sensoriels, exposition repérage pour la Collection Loto-Québec, Centre d’exposition de Val-d’Or[43],[44],[45].
- 2014, Dans la mire, Regards sur la chasse, Centre d’exposition d’Amos.
- 2013, Le 40eanniversaire du Centre d’exposition, Rouyn-Noranda.
- 2014, 2013, 2012, 2011, 2008, Le Rendez-vous du Fonds municipal d'art contemporain (FMAC) , Centre d’exposition et Fontaine des Arts, Rouyn-Noranda[46],[47].
- 2010, Excès et désinvolture, Maison de la culture Marie Uguay, Montréal, 2010.
- 2010, Figures atypiques, L'Entrepôt, Arrondissement Lachine, Montréal.
- 2009, Les 5 plaisirs capiteux, Centre d’art Rotary, La Sarre[48].
- 2009, Blanc, Centre d'exposition d'Amos.
- 2009, Renaissance, Centre culturel Jacques Auger, Gatineau.
- 2008, Exposition repérage Collection Loto-Québec, Centre d'exposition de Rouyn-Noranda.
- 2008, 2007 et 2006, Recycl’art, à Montpellier en Outaouais et 2007 à Saint-Faustin dans les Laurentides.
- 2008, La sculpture dans tous les sens, Galerie Montcalm, Gatineau[49].
- 2008, La fuite du récit, L’Écart, lieu d’art actuel, Rouyn-Noranda.
- 2009, 2007, 2005, Biennale internationale d'art miniature de Lévis.
- 2009, 2008, 2007, réalisation d'une sculpture/thropée pour le Gala reconnaissance du Cégep de l'Abitibi-Témiscamingue.
- 2007, Conciliation artiste et enseignement, Colloque sur la présence des arts visuels en Abitibi-Témiscamingue, Val-d'Or.
- Ville-Marie 2006, Italie en 2007 et France en 2006 et 2004, Exposition des œuvres primées et finalistes de la Biennale internationale d'art miniature de Ville-Marie.
- 2006, Perspectives témiscabitibiennes, expo-repérage Collection Loto-Québec, Val-d’Or.
- 2003, Résidence d’artiste, Château de Thozée, Mettet, Belgique.
- 2002 à 2005, Sur les traces des regards d'ici, Centre d'exposition de Rouyn-Noranda.
- 2002, Fronterre, Galerie d’art de l’UQTR, Trois-Rivières.
- 2002, Le 10e: Pour en finir avec la fête, L'Écart, lieu d'art actuel, Rouyn-Noranda.
- 2002, Les bureaux s'exposent, Cégep de l'Abitibi-Témiscamingue, Rouyn-Noranda.
- 2002, Résidence d'artiste, L'Écart, lieu d'art actuel, Rouyn-Noranda.
- 2000, Table ronde lors de l'événement Extensions intimes, Université de Moncton, Nouveau-Brunswick.
- 2000, Extensions intimes, Galerie Sans-Nom à Moncton, Nouveau-Brunswick.
- 2000, PassArt à Rouyn-Noranda[50].
- 2000. L'Art rassemble, Vision sur l'art Québec, Galerie Liane et Danny Taran du Centre des arts Saydie Bronfman, Montréal.
- 1997, La tentation de l'extravagance, Centre d'exposition de Rouyn-Noranda.
- 1997, La Cueillette, conférence à L'Écart, lieu d'art actuel, Rouyn-Noranda.
- 1996, La miniature, Galerie Au bout de la 20, Rivière-du-Loup.
- 1994, 9e Exposition internationale d'art miniature, Galerie Del Bello, Toronto, Ontario.
- 1994, Exposition Zoom-in, Zoom-out, l’Écart, lieu d'art actuel, Rouyn-Noranda.
- 1994, Quel est ton trésor ?, Palais Montcalm, Québec, Centre d'exposition de Rouyn-Noranda.
- 1994, Production d'une œuvre pour la publication d'un signet : Prendre le temps, pour le Regroupement des bibliothèques publiques de l'Abitibi-Témiscamingue (RBPAT).
- 1994, Groupe d'artistes en arts visuels, Galerie André Bécot, Québec.
- 1993, Quel est ton trésor ?, Salle Alfred Pellan, Laval.
- 1992, Illustrations dans la revue québécoise de science-fiction Solaris, numéro 101[51],
- 1992, Traces, L'Écart, lieu d'art actuel, Rouyn-Noranda.
- 1990, Premier rendez-vous d'automne, Centre d'expositions de Val-d'Or.
- 1990, Bicyclettes d'artistes d'ici, Galerie du Centre socio-culturel d'Amos.
- 1990, Rouge 90, Centre des expositions de Rouyn-Noranda.
- 1990, Exposition pour les membres du Conseil de la sculpture du Québec, Galerie Trompe-l’œil, Ste-Foy, Québec.
- 1989, Illustrations pour ouvrage: Traces du passé, images du présent-Anthropologie amérindienne du Moyen-Nord québécois, Cégep éditeur, crédit: 2e page de couverture[52].
- 1987, 17 ans d'art à Lionel-Groulx, Galerie Lionel-Groulx, Sainte-Thérèse.
- 1987, Premier Grand prix de peinture canadien, exposition à Saint-Eustache[53].
- 1987,1985, 1983, Biennale de la sculpture en Abitibi-Témiscamingue, Centre d'exposition de Rouyn-Noranda.
- 1986, 1984, Biennale du dessin, de la peinture et de l'estampe en Abitibi-Témiscamingue, Centre d'exposition de Rouyn-Noranda.
- 1985, Réalisation de l'affiche de la Biennale du dessin, de la peinture et de l'estampe en Abitibi-Témiscamingue, Rouyn-Noranda.
- 1985, Réalisation d'une affiche pour la Radio communautaire de Rouyn-Noranda, CIRC-FM.
- 1985, Réalisation d'affiches (2) pour Cégep en spectacle, finale locale et finale nationale, Rouyn-Noranda.
- 1982, Exposition en duo avec Diane Auger, Centre d'exposition de Rouyn-Noranda.
- 1981, Exposition en duo avec Diane Auger, Galerie du Centre socio-culturel d'Amos.

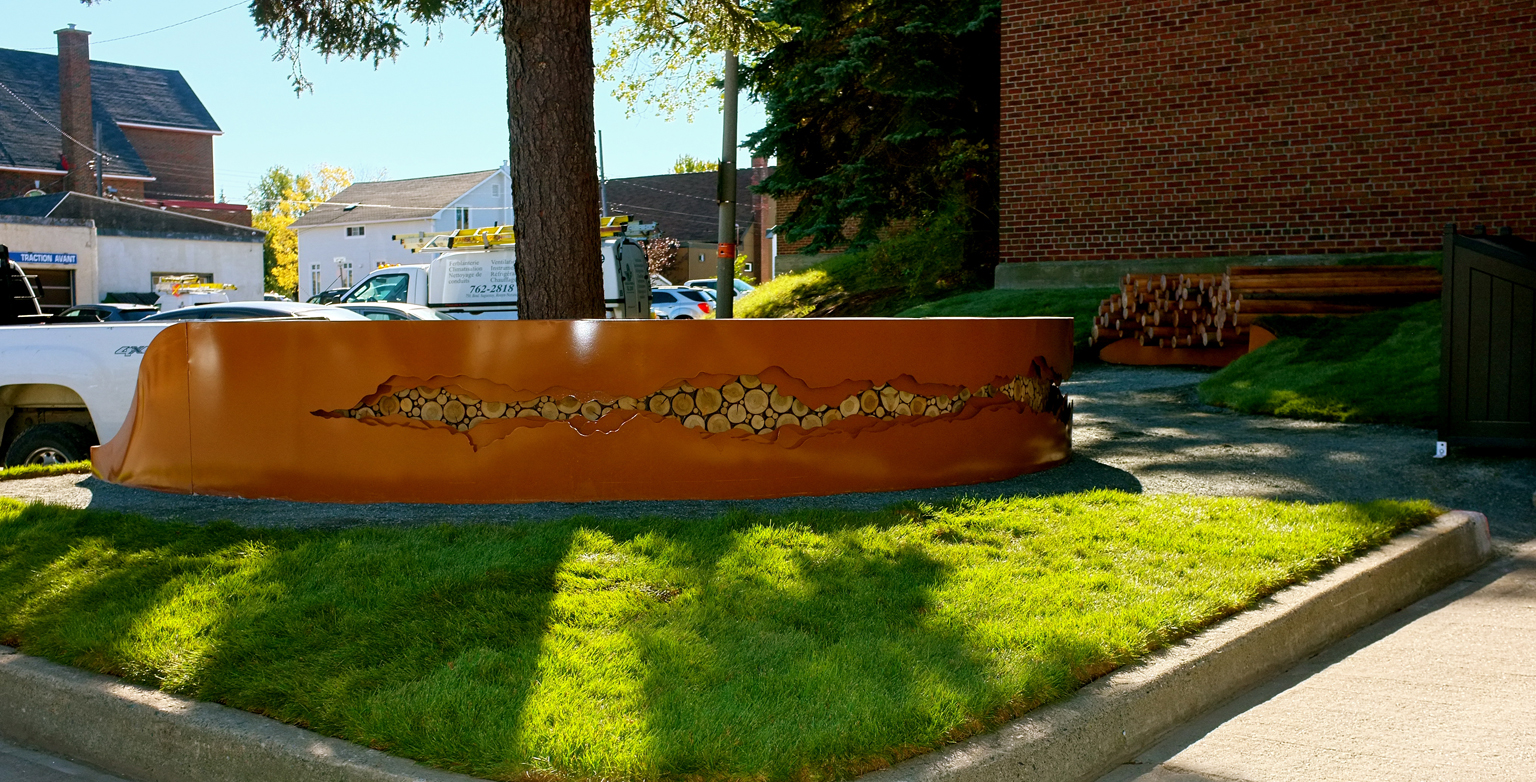
Grafigner la frontière, sculpture de Luc Boyer en collaboration avec Alexandre Castonguay et Natacha Bernèche

## Bourse et prix
- Prix Aménagement, les Arts et la Ville et Télé-Québec, Rouyn-Noranda, 2016[54],[55].
- Prix du public, « La sculpture dans tous les sens » Gatineau, 2008.
- Mention de la critique, Festival du Recycl’art, Montpellier, 2007.
- Prix d’excellence régional, Biennale internationale d’art miniature, Ville-Marie, 2006 et 2000.
- Bourse Reconnaissance, Loto-Québec, Val-d’Or, 2006.
- 1er Prix, catégorie sculpture, Exposition internationale d'art miniature, Galerie Del Bello, Toronto, Ontario, 1994.
- 2e Prix, Concours régional de sculptures sur neige, Fête d'hiver, Rouyn-Noranda, 1992.
- Prix d'excellence des artistes, Concours provincial de sculptures sur neige, Carnaval de Québec, 1992.
- Médaille d'or, Concours provincial de sculptures sur neige, La Fête des neiges, Montréal, 1992.
- Bourse, Soutien à la création, ministère des Affaires culturelles, étude pour réalisation d'un projet de sculpture de neige avec Jacques Baril et François Bordeleau,1991.
- Prix d'excellence des artistes, Concours national de sculptures sur neige, Carnaval de Québec, 1991.
- Médaille d'argent, Concours provincial de sculptures de neige, La Fêtes des neiges, Montréal, 1991.
- Prix du public, Biennale des Arts visuels en Abitibi-Témiscamingue, 1990.
- Bourse de perfectionnement , stage en fabrication de papier-matière, ministère des Affaires culturelles, 1988.

## Membre de jury
Biennale internationale d’art miniature, Ville-Marie, 2002. 
Sélection des expositions de la programmation 1997-1998 du centre d’artistes l’Écart, lieu d'art actuel, Rouyn-Noranda.
Sélection des projets pour le Programme de bourses du Ministère des Affaires culturelles,1989.
Comité de sélection des œuvres pour le concours Prima Hydro-Québec, Rouyn-Noranda, 1998.

## Création devant public
Sculptures Urbaines, Rouyn-Noranda, 2006. 
Recycl’art, 3e édition, Montpellier, Outaouais, 2006.
Fronterre, Château Thozée, Mettet, Belgique, 2003.
Énergie vitale, Maison Dumulon, dans le cadre de Passart, Rouyn-Noranda, 2000.
Northern Lights Festival Boréal, Sudbury, 1999.
Zoom-in, Zoom-out, l’Écart, lieu d'art actuel, Rouyn-Noranda, 1994.